# 2015年歐洲運動會喬治亞代表團
喬治亞預計將參加2015年6月12日至28日在亞塞拜然巴庫舉行的2015年歐洲運動會。